# 威氏平鮋
威氏平鮋，為輻鰭魚綱鮋形目鮋亞目平鮋科的其中一種，為溫帶海水魚，分布於東太平洋阿拉斯加至墨西哥下加利福尼亞北部海域，棲息深度30-275公尺，體長可達23公分，棲息在底層水域，卵胎生，生活習性不明。